# Addi Hilo
Pour les articles homonymes, voir Hilo (homonymie).
Addi Hilo est un réservoir qui se trouve dans le woreda d’Enderta au Tigré en Éthiopie. Le barrage a été construit en 1998 par SAERT.

## Caractéristiques du barrage
- Hauteur: 11,4 mètres
- Longueur de la crête: 171 mètres
- Largeur du déversoir: 1 mètre

## Capacité
- Capacité d’origine : 108 806 m3
- Tranche non-vidangeable : 4 328 m3
- Superficie : 2,5 ha

En 2002, l’espérance de vie du réservoir (la durée avant qu’il ne soit rempli de sédiments) était estimée à neuf années.

## Irrigation
- Périmètre irrigué planifié: 9 ha
- Aire irriguée réellement en 2002: 9 ha

## Environnement
Le bassin versant du réservoir a une superficie de 0,72 km2, et une longueur de 1 210 mètres. Le réservoir subit une sédimentation rapide. Une partie des eaux du réservoir est perdue par percolation; un effet secondaire et positif est que ces eaux contribuent à la recharge des aquifères.